# Paweł Gulden
Paweł Gulden (Guldeniusz), łac. Guldenius (ur. ok. 1588 w Królewcu lub Toruniu, zm. 1658 w Toruniu) – polski farmaceuta, jeden z czołowych aptekarzy Torunia i Prus Książęcych, autor pierwszego polskiego słownika farmaceutycznego.
Guldeniusz jest znany jako preparator teriaku toruńskiego, królewski aptekarz oraz autor pierwszego polskiego, branżowego słownika farmaceutycznego.

## Życiorys
Guldeniusz urodził się w Królewcu lub w Toruniu. Dokumenty wystawione przez kolegium medyczne Uniwersytetu w Wittenberdze, na którym studiował, świadczą o pochodzeniu z Królewca. W wieku ok. 15 lat stał się uczniem aptekarskim, zdobywając wiedzę farmaceutyczną podczas podróży po Europie.
W 1641 wydał drukiem leksykon farmaceutyczny łacińsko-niemiecko-polski, który był pierwszym specjalistycznym słownikiem farmaceutycznym w Polsce. Jego pełny łaciński tytuł brzmi: Onomasticum trilingue, latino-germanico-polonicum, rerum et verborum ad officinam pharmaceuticam spectantium, in gratiam et usum juventutis huic arti addictae, collectum et conscriptum a Paulo Guldenio Seniori S. R. M. Polon. et Sueciae pharmacopaeo et cive Thoruniensi. Accesserunt quaestiones nonnullae pharmacopolorum Tyronibus scitu digna. Analizując jego treść, można uznać go za skrypt do nauki zawodu farmaceuty dla uczniów aptekarskich, przygotowujących się do egzaminów.
Główny tekst składa się z czterech części:
- wstępu;
- słownika farmaceutycznego łacińsko-niemiecko-polskiego;
- słownika medycznego łacińsko-niemiecko-polskiego;
- pytań i odpowiedzi przeznaczonych dla uczniów aptekarskich.

Według Guldeniusza aptekarz powinien posiadać wiedzę na temat przygotowywania leków, gatunków i sortów środków leczniczych z ziół, minerałów i zwierząt.
Zmarł w Toruniu, najprawdopodobniej w 1658 r. w czasie epidemii dżumy, która wówczas dziesiątkowała Pomorze.